# 佳保臺孔粉蝨
佳保臺孔粉蝨（学名：Dialeuropora hassenzanensis）为粉蝨科孔粉蝨屬下的一个种。